# Старый Оскол (станция)
Ста́рый Оско́л — узловая железнодорожная станция двухпутной электрифицированной линии Касторная-Новая — Валуйки и частично двухпутной Старый Оскол — Сараевка (электрифицирована до станции Стойленская), расположена в одноимённом городе Белгородской области, относится к Белгородскому региону Юго-Восточной железной дороги РЖД. На станции действует локомотивное депо Старый Оскол (ТЧЭ-17), Старооскольская дистанция пути.

## Пригородное сообщение
Пригородное сообщение осуществляется по направлениям:
- Старый Оскол — Касторная-Новая — Набережное
- Старый Оскол — Валуйки
- Старый Оскол — Ржава

## Поезда дальнего следования
| Круглогодичное обращение поездов | Круглогодичное обращение поездов | Круглогодичное обращение поездов | Круглогодичное обращение поездов |
| № поезда                         | Маршрут движения                 | № поезда                         | Маршрут движения                 |
| -------------------------------- | -------------------------------- | -------------------------------- | -------------------------------- |
| 57 «Приосколье»                  | Старый Оскол — Москва            | 58 «Приосколье»                  | Москва — Старый Оскол            |
| 123                              | Новосибирск — Белгород           | 124                              | Белгород — Новосибирск           |

| Сезонное обращение поездов | Сезонное обращение поездов | Сезонное обращение поездов | Сезонное обращение поездов |
| № поезда                   | Маршрут движения           | № поезда                   | Маршрут движения           |
| -------------------------- | -------------------------- | -------------------------- | -------------------------- |
| 547                        | Москва — Сухум             | 548                        | Сухум — Москва             |
| 689                        | Старый Оскол — Белгород    | 690                        | Белгород — Старый Оскол    |

## История

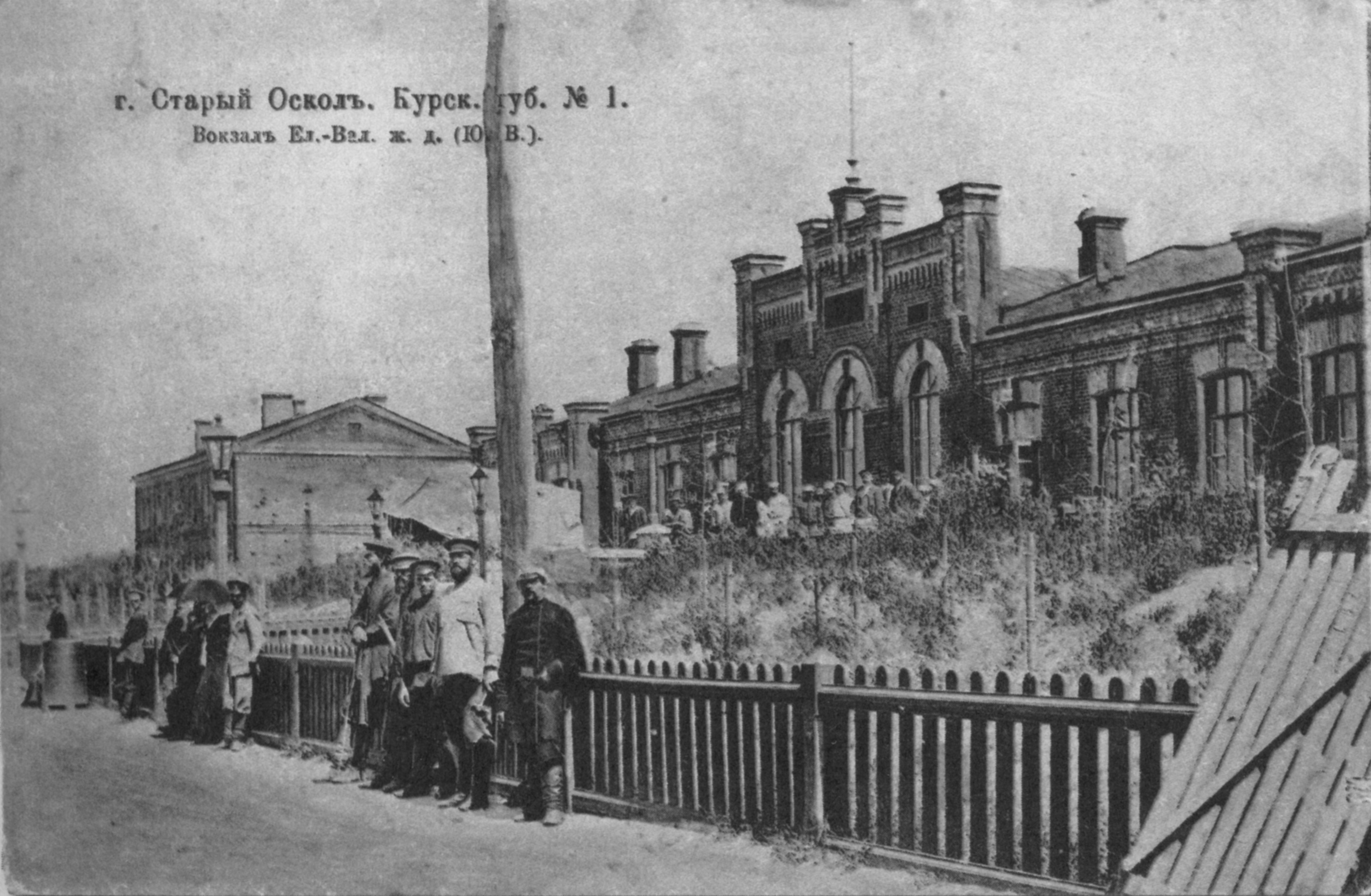
Старое здание вокзала

Станция Старый Оскол была открыта в 1897 году в составе линии Елец — Валуйки Юго-Восточных железных дорог.
В 1930-х от станции Старый Оскол в район разработки Курской магнитной аномалии была проведена железнодорожная ветка.
8 июня 1943 года, в ходе подготовки к Курской битве, Государственный Комитет Обороны принял постановление «О строительстве линии Старый Оскол — Ржава» протяженностью 95 километров по облегченным техническим условиям. Часть трассы составляла существующая ветка в район КМА, нуждавшаяся в реконструкции. Новая линия была построена и введена в эксплуатацию уже через 32 дня (строительство велось с 15 июня по 17 июля 1943 года). Железнодорожная линия Старый Оскол — Сараевка — Ржава, получившая название «Дорога Мужества», ускорила доставку грузов, техники и войск к линии фронта и сыграла значительную роль в победе советских войск в Курской битве. Начальником железнодорожной станции Старый Оскол в это время был Подойников Иван Григорьевич (1905 д. Бабровы Дворы — 1975 г. Старый Оскол, Каплинское кладбище), награждённый Орденом Трудового Красного Знамени.
В 1998 году участок Касторная-Новая — Старый Оскол был электрифицирован (система переменного тока 25 кВ), годом позже электрификация была продолжена до Стойленской (линия Старый Оскол — Сараевка) и станции Котёл (линия Старый Оскол — Валуйки).

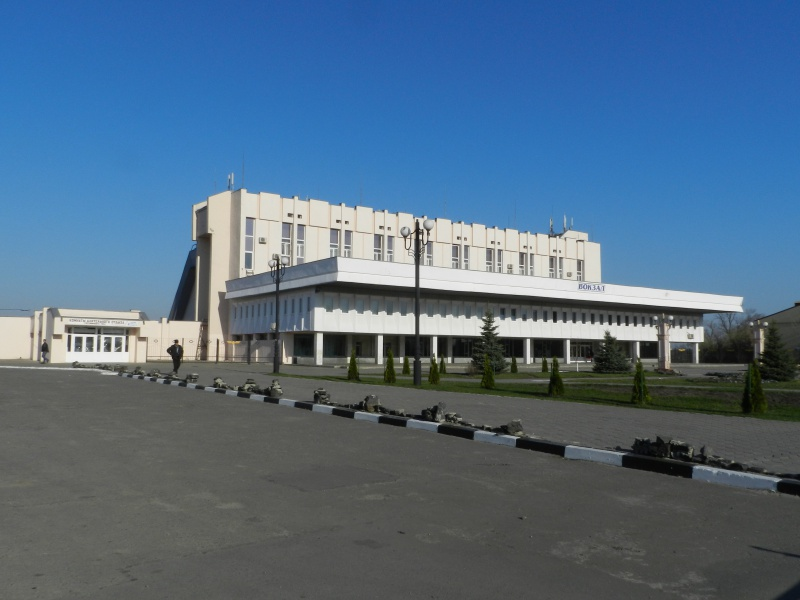
Здание вокзала

Полная электрификация линии Старый Оскол — Валуйки началась весной 2003 года, а торжественное открытие состоялось 27 декабря. В том же году было завершено строительство нового здания железнодорожного вокзала.
С 1 июня 2005 года скорый поезд Старый Оскол — Москва получил статус фирменного и собственное имя — «Приосколье», . К пуску нового фирменного поезда первая платформа станции была увеличена в длину и ширину, кроме того, её выложили тротуарной плиткой.
В 2009 году была произведена реконструкция вокзала станции Старый Оскол.